# Forthbank Stadium
Das Forthbank Stadium ist ein Fußballstadion in der schottischen Stadt Stirling. Es ist die sportliche Heimat der Stirling Albion, die gegenwärtig in der viertklassigen Scottish League Two spielen. Die Anlage gehört der Council Area Stirling und wird auch von diesem verwaltet. 

## Geschichte
Der Name geht auf das erste Fußballstadion in Stirling, den nach dem Fluss Forth benannten und 1940 im Zweiten Weltkrieg zerstörten Forthbank Park, zurück. Die Spielstätte bietet derzeit 3808 Plätze, inklusive der 2508 Sitzplätze auf den beiden Rängen längs des Spielfeldes. Die Sportstätte wurde 1993 eröffnet und ersetzte das Annfield Stadium, die von 1945 bis 1993 Spielstätte der Albion war. Das neue Stadion liegt am westlichen Stadtrand, nördlich dem Gewerbegebiet Springkerse Industrial Estate. 
Das Stadion besitzt heute vier Tribünen und eine Flutlichtanlage; erst Mitte der 1990er Jahre wurden die Hintertortribünen errichtet. Die Haupttribüne (West) wie auch die Gegentribüne (Ost) sind mit roten Kunststoffsitzen in Vereinsfarbe ausgestattet. In der Haupttribüne befinden sich die Vereinsbüros und der gastronomische Bereich. Die Osttribüne beherbergt Presseräume, den Kontrollraum der Polizei sowie Arrestzellen. Für die Gästefans stehen auf der Osttribüne rund 1000 Plätze bereit. Bei größerem Bedarf können noch 500 Stehplätze zusätzlich auf dem Südrang genutzt werden. Die beiden Ränge hinter den Toren sind kleine Stehplatztribünen, die mit Wellenbrechern ausgestattet sind.

## Besucherrekord und Zuschauerschnitt
Der Besucherrekord wurde am 15. Februar 1996 im Spiel des Scottish FA Cup 1995/96 der 4. Runde gegen den FC Aberdeen erzielt. Das Forthbank Stadium war mit 3808 Zuschauern ausverkauft.
- 2014/15: 770 (Scottish League One)
- 2015/16: 616 (Scottish League Two)
- 2016/17: 637 (Scottish League Two)

## Tribünen
- West Stand – Haupttribüne, West, Sitzplätze, überdacht
- East Stand – Gegentribüne, Ost, Sitzplätze, Gästerang, überdacht
- North Terrace – Hintertortribüne, Nord, Stehplätze, unüberdacht
- South Terrace – Hintertortribüne, Süd, Stehplätze, Gästerang, unüberdacht